# Statik Selektah
Patrick Baril (Massachusetts, 23 de janeiro de 1982), conhecido artisticamente como Statik Selektah, é um produtor musical, DJ e radialista norte-americano.